# ТЕЦ Кельці
ТЕЦ Кельці — теплоелектроцентраль в однойменному місті в центральній Польщі.
У 1989—1990 роках у Кельцях увели в експлуатацію котельню, обладнану двома вугільними водогрійними котлами WP-140 потужністю по 140 МВт виробництва рацибузької компанії «Rafako». Згодом до них додали п'ять котлів WR 25 потужністю по 29 МВт.
У 2009 стали до ладу два парові котли — вугільний OR-50 і розрахований на спалювання біомаси OS20 (обидва виготовила «Rafako»). Первісно вони живили одну турбіну потужністю 10 МВт, до якої за кілька років додали ще одну виробництва «Siemens» потужністю 6,5 МВт.
Станом на кінець 2010-х електрична й теплова потужності станції становили 17,6 МВт та 315 МВт відповідно (в роботі залишався лише один котел WP-140).
Для видалення продуктів згоряння споруджено кілька димарів, найбільший з яких заввишки 213 метрів.